# Érica Awano
Érica Awano (12 de diciembre de 1970) es una diseñadora brasileña, nieta de inmigrantes japoneses.

## Biografía
Formada en Letras y en Literatura por la USP, Érica comenzó su carrera en 1996 con una licencia de manga de Mega Man y publicado por la Editora Magnum.
Luego trabajó en Street Fighter Zero 3 escrita por Marcelo Cassaro, y en las revistas Anime EX y en Animax en la sección "Como Desenhar Mangá".  Também fue cocreadora de la mascota de la revista Anime>Do y coautora de la novela gráfica Mangá Tropical.
Al lado de Cassaro ilustró los Manuales de RPG 3D&T, Tormenta entre otros. Holy Avenger fue ambientado en el universo de Tormenta, surgiendo como una aventura de RPG en 3 partes y dio origen a una HQ, también diseñada por ella. El título duró 40 ediciones, con algunos especiales y miniseries, tornándose una de las mayores y más prestigiadas HQs nacionales de aventura de todos los tempos.
Awano creó al pirata James K. (nombre inspirado en Capitão Kirk), su hermana Anne y su navío Bravado, los incluye en Holy Avenger.
Actualmente, realiza diseños para el mercado estadounidense, agenciada por la empresa Glass House. Ha realizado adaptaciones para HQ del juego Warcraft.
En 2006, participa del álbum en conmemoración a los 25 años de O Menino Maluquinho de Ziraldo.
Recientemente, Érica trabajó en una adaptación de Alicia en el País de las Maravillas con roteiros de  Leah Moore (hija de Alan Moore) y de John Reppion, colorizado de PC Siqueira.
En 2009, Erica participó del álbum MSP 50 en homenaje a los 50 años de carrera de Mauricio de Sousa, donde escribió y diseñó una historia de Chico Bento.
En 2011, la Jambô Editora lanzó una edición especial de DBride Noiva do Dragão, escrita por Marcelo Cassaro y diseñada por Érica, publicada anteriormente de forma seriada en la revista Dragon Slayer.
Actualmente también diseña en estilo mangá, pero Awano no se considera una mangaká, ya que no siempre sigue la narrativa de los cuadros japoneses.